# Acacia macrothyrsa
Acacia macrothyrsa é uma espécie de leguminosa do gênero Acacia, pertencente à família Fabaceae.